# Vitorino Magalhães Godinho
Vitorino Magalhães Godinho (* 9. Juni 1918 in Lissabon; † 26. April 2011 ebenda) war ein portugiesischer Historiker.

## Leben
Magalhães Godinho studierte nach dem Schulbesuch und erwarb einen Doktorgrad in Literatur an der Sorbonne. 1973 war er maßgeblich an der Gründung der Neuen Universität Lissabon beteiligt und war dort als Professor für Geschichte tätig. Er gehörte dabei zu den bedeutendsten Historikern Portugals, der insbesondere durch seinen Studienaufenthalt in Frankreich geprägt war und die Geschichte Portugals im 15. und 16. Jahrhundert auch unter soziologischen Ansätzen erforschte.
1969 erschien sein Hauptwerk L’Économie de l’empire portugais aux XVe et XVIe siècles. 1974 wurde er als korrespondierendes Mitglied in die British Academy aufgenommen. 1976 wurde er korrespondierendes Mitglied der Academia Brasileira de Letras und erhielt darüber hinaus für sein Buch Aufstieg Europas im 15. und 16. Jahrhundert den Balzan-Preis 1991 in der Kategorie Geschichte. 1994 wurde er zum Mitglied der Academia Europaea gewählt.